# Major League Soccer
La Major League Soccer, nota anche con l'acronimo MLS, è il massimo campionato di calcio per gli Stati Uniti e il Canada. È strutturato sul sistema delle franchigie, e non prevede quindi retrocessioni o promozioni dalle leghe inferiori.
La lega venne fondata nel 1993, parallelamente all'organizzazione del campionato mondiale che si sarebbe svolto l'anno successivo, ed è posta sotto l'egida della United States Soccer Federation, sebbene al suo interno comprenda anche franchigie canadesi.
Ad oggi sono 30 le compagini partecipanti alla MLS; il LA Galaxy è la più titolata in assoluto, avendo vinto il campionato per sei volte.

## Formula
Le franchigie partecipanti alla Major League Soccer sono divise in due diversi gruppi (Eastern Conference e Western Conference) in base alla loro posizione geografica. Lo svolgimento del campionato avviene in due fasi: stagione regolare e play-off; non è prevista alcuna promozione né retrocessione.

### Stagione Regolare
La stagione regolare inizia tra febbraio e marzo e termina tra ottobre e novembre ed ha un calendario sbilanciato. Nella stagione 2025 ogni squadra gioca una partita di andata e una di ritorno contro tutte le squadre della propria conference e una partita contro un numero variabile di squadre dell'altra conference fino ad arrivare a disputare trentaquattro partite. La squadra che totalizza il maggior numero di punti durante la stagione regolare, viene premiata con il Supporters' Shield e si qualifica direttamente alla CONCACAF Champions Cup.

### Play-off
I play-off iniziano a novembre e terminano a dicembre. La formula attuale prevede che le sette franchigie meglio classificate di ogni Conference si qualifichino direttamente ai play-off, mentre le ottave e le none si affrontino in un turno di wild-card in una partita secca sul campo della migliore classificata nella regular season.
Le franchigie poi vengono accoppiate secondo questo schema diviso per Conference:
- 1ª classificata vs. vincitrice wild-card
- 2ª classificata vs 7ª classificata
- 3ª classificata vs 6ª classificata
- 4ª classificata vs 5ª classificata

Ognuna di queste sfide verrà disputata al meglio delle tre gare (con la miglior piazzata nella regular season che gioca in casa Gara 1 ed eventualmente Gara 3) e non saranno ammessi pareggi (rigori dopo i 90 minuti).
La formazione che per prima vince due partite si qualifica al turno successivo. 
Da qui in poi viene ripreso il format classico dei play-off: gara a eliminazione diretta sul campo della formazione meglio piazzata nella stagione regolare.
La vincitrice dei play-off viene proclamata campione MLS e premiata con l'MLS Cup.
Il campionato MLS assegna 5 posti per la CONCACAF Champions Cup: la vincitrice della stagione regolare (Supporters' Shield), la vincitrice dell'altra Conference (sempre nella stagione regolare), la seconda e la terza squadra con il miglior punteggio totale nella stagione regolare e la vincitrice dei play-off (MLS Cup), che partirà direttamente dagli ottavi di finale.

## Storia

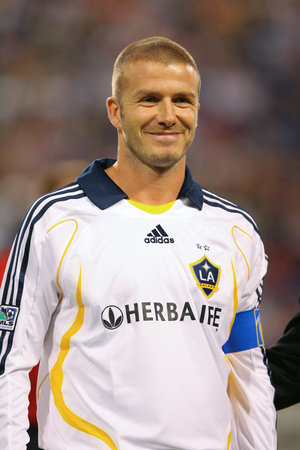
David Beckham con la maglia dei Los Angeles Galaxy nel 2007

La storia della Major League Soccer iniziò nel 1988, quando agli Stati Uniti venne assegnata l'organizzazione del campionato mondiale del 1994. In quel momento non esisteva un vero e proprio campionato statunitense di calcio, in quanto la North American Soccer League era fallita al termine della stagione 1984 e nessuna delle leghe successivamente operanti sul territorio aveva ricevuto il riconoscimento da parte della federazione; una condizione che la FIFA pose per l'assegnazione dei mondiali fu quindi proprio l'organizzazione di un campionato professionistico. La lega venne ufficialmente annunciata il 17 dicembre 1993 e avrebbe dovuto esordire con la stagione 1995, con 12 squadre partecipanti. Nel novembre 1994 a ogni modo venne annunciato il rinvio del primo campionato al 1996, con due partecipanti meno del previsto. Fin dalla sua prima stagione la MLS stabilì un tetto massimo alle spese che un club poteva sostenere per gli ingaggi ai giocatori, il salary cap, con l'obiettivo di evitare il fallimento finanziario che aveva travolto la NASL.
Svanita la curiosità per la stagione d'esordio, l'interesse degli statunitensi per il nuovo campionato sembrò attestarsi su livelli molto bassi, sia in termini di audience televisivo che di presenze allo stadio; inoltre, quest'ultimo elemento era reso ancor più evidente dall'utilizzo degli impianti delle squadre di football americano, sovradimensionati per il calcio. La MLS era scarsamente considerata anche dagli appassionati di calcio presenti nel paese, che non vedevano di buon occhio la scelta da parte della lega di alcune regole volte ad "americanizzare" lo sport: le partite si svolgevano con il tempo effettivo, fermando cioè il cronometro durante le interruzioni di gioco; inoltre le gare non potevano terminare in pareggio, se ciò accadeva al termine dei novanta minuti regolamentari le squadre andavano agli shootout. Tali regole verranno abrogate al termine della stagione 1999. Altri due elementi resero il 1999 un anno importante nella storia della MLS: venne inaugurato il primo stadio specificatamente dedicato al calcio, il Columbus Crew Stadium, e Don Garber sostituì Doug Logan come commissioner, cioè il presidente-amministratore delegato della lega.

Il vecchio logo della Major League Soccer (fino al 2014)

Dopo una prima espansione a 12 squadre nel 1998, le difficoltà di questi primi anni portarono nel 2002 alla decisione di riportare la lega alla dimensione originaria di 10 club, con la chiusura delle franchigie di Tampa e Miami. Questa misura fu accompagnata da un cambiamento delle regole interne sulla gestione dei proventi da sponsor, diritti televisivi e acquisto di biglietti. Tali misure, aiutate sicuramente dal rinnovato interesse attorno al calcio grazie ai buoni risultati della nazionale ai Mondiali del 2002, diedero comunque i loro frutti, visto che la rinnovata stabilità economica spinse nuovi soggetti a investire nei club, avviando a partire dal 2005 una nuova fase di espansione della lega, con l'aumento del numero delle squadre partecipanti e la costruzione di stadi specifici per il calcio, di proprietà dei club.
Il 2007 può essere considerato uno degli anni di svolta della storia della MLS: da un lato la lega travalicò i confini statunitensi con l'adesione di Toronto, primo club canadese a partecipare al campionato; ma soprattutto venne introdotta la Designated Player Rule, ovvero una deroga al sistema del tetto salariale, con il conseguente ingaggio di David Beckham da parte dei Los Angeles Galaxy. L'arrivo del forte giocatore inglese portò definitivamente alla ribalta il calcio statunitense sui media sportivi nazionali e anche su quelli europei, facendo crescere ulteriormente l'interesse nei confronti della MLS.
Nel 2014 la MLS ha voluto sottolineare la propria evoluzione anche con un cambio di logo: il nuovo simbolo ha esordito nella stagione successiva in occasione della ventesima edizione del torneo. Nonostante l'addio nel 2015 del Chivas USA, l'espansione della lega è arrivata a ventinove franchigie nel 2023. Nello stesso anno viene annunciata la partecipazione della trentesima franchigia, il San Diego.
Nel 2017 per la prima volta il torneo è stato vinto da una squadra canadese, il Toronto.

## Partecipanti

### Attuali
| Franchigia          | Città (stato o provincia)    | Arena                                      | Capacità           | Fondazione         | Ingresso           |
| Eastern Conference  | Eastern Conference           | Eastern Conference                         | Eastern Conference | Eastern Conference | Eastern Conference |
| ------------------- | ---------------------------- | ------------------------------------------ | ------------------ | ------------------ | ------------------ |
| Atlanta United      | Atlanta (Georgia)            | Mercedes-Benz Stadium                      | 42 500             | 2014               | 2017               |
| Charlotte FC        | Charlotte (North Carolina)   | Bank of America Stadium                    | 38 000             | 2019               | 2022               |
| Chicago Fire        | Chicago (Illinois)           | Soldier Field                              | 61 500             | 1997               | 1998               |
| FC Cincinnati       | Cincinnati (Ohio)            | TQL Stadium                                | 26 000             | 2015               | 2019               |
| Columbus Crew       | Columbus (Ohio)              | Lower.com Field                            | 20 371             | 1994               | 1996               |
| D.C. United         | Washington D.C.              | Audi Field                                 | 20 000             | 1994               | 1996               |
| Inter Miami         | Miami (Florida)              | Chase Stadium (Fort Lauderdale)            | 18 000             | 2018               | 2020               |
| CF Montréal         | Montréal (Québec)            | Stade Saputo                               | 19 619             | 1992               | 2012               |
| Nashville           | Nashville (Tennessee)        | Geodis Park                                | 30 000             | 2016               | 2020               |
| N.E. Revolution     | Boston (Massachusetts)       | Gillette Stadium (Foxborough)              | 20 000             | 1996               | 1996               |
| New York City       | New York City (New York)     | Yankee Stadium                             | 30 321             | 2013               | 2015               |
| N.Y. Red Bulls      | New York City (New York)     | Sports Illustrated Stadium (Harrison)      | 25 000             | 1994               | 1996               |
| Orlando City        | Orlando (Florida)            | Inter&Co Stadium                           | 25 500             | 2010               | 2015               |
| Philadelphia Union  | Filadelfia (Pennsylvania)    | Subaru Park (Chester)                      | 18 500             | 2008               | 2010               |
| Toronto FC          | Toronto (Ontario)            | BMO Field                                  | 30 000             | 2005               | 2007               |
| Western Conference  |                              |                                            |                    |                    |                    |
| Austin FC           | Austin (Texas)               | Q2 Stadium                                 | 20 500             | 2018               | 2021               |
| Colorado Rapids     | Denver (Colorado)            | Dick's Sporting Goods Park (Commerce City) | 18 061             | 1995               | 1996               |
| FC Dallas           | Dallas (Texas)               | Toyota Stadium (Frisco)                    | 20 500             | 1995               | 1996               |
| Houston Dynamo      | Houston (Texas)              | Shell Energy Stadium                       | 22 039             | 2005               | 2006               |
| Sporting K.C.       | Kansas City (Kansas)         | Children's Mercy Park                      | 18 467             | 1995               | 1996               |
| LA Galaxy           | Los Angeles (California)     | Dignity Health Sports Park (Carson)        | 27 000             | 1994               | 1996               |
| Los Angeles FC      | Los Angeles (California)     | BMO Stadium                                | 22 000             | 2014               | 2018               |
| Minnesota Utd       | Saint Paul (Minnesota)       | Allianz Field                              | 19 400             | 2010               | 2017               |
| Portland Timbers    | Portland (Oregon)            | Providence Park                            | 25 000             | 1975               | 2011               |
| Real Salt Lake      | Salt Lake City (Utah)        | America First Field (Sandy)                | 20 180             | 2004               | 2005               |
| San Diego           | San Diego (California)       | Snapdragon Stadium                         | 35.000             | 2023               | 2025               |
| St. Louis City      | Saint Louis (Missouri)       | Energizer Park                             | 22 500             | 2019               | 2023               |
| S.J. Earthquakes    | San Jose (California)        | PayPal Park                                | 18 000             | 1974               | 1996               |
| Seattle Sounders    | Seattle (Washington)         | Lumen Field                                | 39 419             | 1973               | 2009               |
| Vancouver Whitecaps | Vancouver (British Columbia) | BC Place                                   | 22 120             | 1973               | 2011               |

### Non più presenti
| Club             | Città       | Stato      | Stadio                             | Capacità        | Esordio | Ultima stagione |
| ---------------- | ----------- | ---------- | ---------------------------------- | --------------- | ------- | --------------- |
| Chivas USA       | Los Angeles | California | StubHub Center (Carson)            | 27 000 (18 800) | 2005    | 2014            |
| Miami Fusion     | Miami       | Florida    | Lockhart Stadium (Fort Lauderdale) | 20 450          | 1998    | 2001            |
| Tampa Bay Mutiny | Tampa       | Florida    | Raymond James Stadium              | 65 857          | 1996    | 2001            |

### Soltanto annunciate
| Club                | Città      | Stato      | Anno |
| ------------------- | ---------- | ---------- | ---- |
| Sacramento Republic | Sacramento | California | 2023 |

### Evoluzione della lega
La formula del torneo non prevede un sistema di promozioni e retrocessioni fra le varie leghe di Stati Uniti e Canada; è la stessa MLS a decidere quante e quali squadre far entrare sulla base di considerazioni di mercato. Il campionato ha visto dunque modificarsi spesso il lotto delle partecipanti. Inoltre nel corso degli anni si è via via affermata la tendenza a dare alle squadre nomi più simili ai club calcistici del resto del mondo, piuttosto che i nomi tipici degli sport americani.
- 1996: prima stagione, dieci squadre partecipanti: Colorado Rapids, Columbus Crew, Dallas Burn, D.C. United, Kansas City Wizards, LA Galaxy, New England Revolution, New York/New Jersey MetroStars, San Jose Clash e Tampa Bay Mutiny.
- 1998: dodici partecipanti con l'ingresso di Chicago Fire e Miami Fusion.
- 2000: il San Jose Clash cambia nome in San Jose Earthquakes.
- 2002: contrazione a dieci club con l'esclusione delle due franchigie della Florida, Miami Fusion e Tampa Bay Mutiny.
- 2005: dodici partecipanti con l'ingresso di Chivas USA (diretta filiazione dell'omonimo club messicano di Guadalajara) e Real Salt Lake. Il Dallas Burn cambia nome in FC Dallas.
- 2006: primo e finora unico trasferimento di un club, con il San Jose Earthquakes trasferito a Houston in Texas con il nome di Houston Dynamo. Il NY/NJ MetroStars cambia nome in New York Red Bulls.
- 2007: tredici partecipanti con l'ingresso del Toronto.
- 2008: quattordici partecipanti con il ritorno dei San Jose Earthquakes.
- 2009: quindici partecipanti con l'ingresso dei Seattle Sounders.
- 2010: sedici partecipanti con l'ingresso dei Philadelphia Union.
- 2011: diciotto partecipanti con l'ingresso di Portland Timbers e Vancouver Whitecaps. Il Kansas City Wizards cambia il nome in Sporting Kansas City.
- 2012: diciannove partecipanti con l'ingresso dei Montréal Impact.
- 2015: venti partecipanti con l'ingresso di New York City e Orlando City e l'esclusione dei Chivas USA. Il Columbus Crew aggiunge "Soccer Club" alla propria ragione sociale.
- 2017: ventidue partecipanti con l'ingresso di Atlanta United e Minnesota Utd.
- 2018: ventitré partecipanti con l'ingresso del Los Angeles.
- 2019: ventiquattro partecipanti con l'ingresso del Cincinnati.
- 2020: ventisei partecipanti con l'ingresso di Inter Miami e del Nashville. Il Chicago Fire modifica la propria ragione sociale da "Soccer Club" a "Football Club".
- 2021: ventisette partecipanti con l'ingresso dell'Austin. L'Impact de Montréal cambia nome in Club de Foot Montréal, lo Houston Dynamo aggiunge "Football Club" alla propria ragione sociale, mentre il Columbus Crew vi rimuove la dicitura "Soccer Club".
- 2022: ventotto partecipanti con l'ingresso del Charlotte.[19]
- 2023: ventinove partecipanti con l'ingresso del Saint Louis City.[20]
- 2025: trenta partecipanti con l'ingresso di una franchigia di San Diego.[21]

## Criteri per iscrizione
Come detto in precedenza, è l'MLS stessa che sceglie se e come espandersi. Quindi l'eventuale ingresso di nuove squadre al campionato viene deciso dalla MLS in base ad alcuni parametri che garantiscono stabilità, appeal e competitività alla lega stessa.
Alcuni di questi parametri sono:
- Grande area di mercato

Per garantire un'efficiente stabilità della franchigia stessa, l'MLS richiede che le possibili nuove squadre candidate siano collocate in grandi aree metropolitane con una base solida di fan. Questo per assicurare grandi entrate sia alla squadra stessa sia alla lega. Quindi vengono preferite grandi città, possibilmente libere da altri "mercati" (come la presenza di franchigie di altri sport) che non vadano a interferire con gli introiti delle squadre già presenti. Le aree devono essere il più libere possibile per poter così attrarre più seguito dalla popolazione. Ovviamente se c'è già una fanbase solida (e che quindi può garantire grandi profitti) anche aree metropolitane più piccole, o già "occupate" da altri sport, possono essere prese in considerazione.
- Grande disponibilità finanziaria

Un requisito fondamentale per le nuove candidate è avere una buona e solida base finanziaria. Le nuove franchigie devono avere una proprietà che sia in grado di sostenere tutto l'indotto che è collegato alla squadra (stadi e strutture varie, stipendi dei giocatori e dello staff, ecc.).
Inoltre le candidate devono essere in grado di pagare la "tassa d'ingresso" nella lega che, per il 2023 (con l'ingresso di St. Louis), è fissata a 200 milioni di dollari.
- Impianto moderno

Altro requisito per l'ammissione è la disponibilità della proprietà della squadra candidata a investire su strutture e stadi moderni in grado di avere un grande appeal e di attrarre così un numero più consistente di tifosi. Si prediligono stadi specifici per il calcio e, se possibile, di proprietà dei club stessi così da abbattere eventuali costi e aumentare l'esperienza di gioco per i tifosi. Questi due punti permettono alla franchigia di controllare i ricavi dati dall'indotto che gravita intorno alla struttura stessa (parcheggi, affitti dei negozi, diritti di denominazione, ecc.) in modo da aumentare al massimo i profitti.

## Aspetti organizzativi
La MLS ha una struttura organizzativa diversa da quella delle principali leghe calcistiche nazionali. Essa infatti non è l'associazione dei diversi club, ma opera come una struttura unificata, che controlla centralmente i contratti dei giocatori e le licenze dei club, secondo il sistema tipicamente americano delle franchigie. Ogni club ha sì uno o più investitori, ma costoro possiedono un interesse finanziario su una quota della lega stessa, non sul singolo club. Questa strutturazione, detta single entity, è figlia dei primi anni di vita della lega, quando i proprietari erano pochi e ciascuno di essi deteneva più di un club (mentre all'avvio della stagione 2016 i 20 club fanno tutti riferimento a investitori diversi).
La permanenza del sistema single entity è oggetto di dibattito: se da un lato essa, unita ad altri strumenti come il salary cap o il draft per la selezione dei giocatori, garantisce un'alta competitività interna mantenendo tutte le squadre su un livello simile, dall'altro va a penalizzare la MLS rispetto ai campionati degli altri paesi, impedendo di colmare il divario del movimento calcistico statunitense rispetto a quello europeo o sudamericano.
Le proprietà delle squadre che vogliono entrare nel sistema chiuso dell'MLS, oltre a dover rispettare alcuni parametri, devono essere in grado di pagare una quota d'ingresso nella lega detta expansion fee. Di questa somma una metà va direttamente all'MLS mentre l'altra metà viene divisa equamente tra le squadre partecipanti al campionato. Questa "tassa" è variata nel tempo: nel 2015 il New York City FC pagò una quota di 100 milioni di dollari. FC Cincinnati, Nashville SC e Austin FC pagarono 150 milioni per unirsi alla lega, rispettivamente nel 2019, nel 2020 e nel 2021. Il Saint Louis City SC, l'ultima franchigia unita alla lega, ha pagato 200 milioni di dollari. La più alta quota di sempre è stata pagata dal Charlotte FC, che ha sborsato 325 milioni di dollari per entrare in MLS.
A partire dal 2002 esiste una società satellite, la Soccer United Marketing (SUM), che è controllata dalla MLS e ha l'esclusiva per tutte le operazioni di commercializzazione del sistema: gestisce ad esempio le sponsorizzazioni e la vendita dei diritti televisivi. La lega è guidata dalla figura del Commissioner, quello attuale è Don Garber, in carica dal 1999.
La MLS oltre al campionato vero e proprio organizza anche l'All-Star Game, un incontro disputato annualmente fra la selezione dei migliori giocatori del campionato e un'altra squadra, in diverse occasioni un club europeo.

## Trofei

Trofeo Alan Rothenberg (1996-1998)
Trofeo Alan Rothenberg (1999-2007)
Trofeo Philip Frederick Anschutz (2008-oggi)

La squadra vincitrice dei play-off viene premiata con la MLS Cup (Coppa Major League Soccer), la coppa dei vincitori del campionato. Di tale coppa nel corso degli anni si sono susseguite tre versioni: la prima, utilizzata solo nelle prime tre stagioni, vedeva un pallone da calcio in oro scuro con due impugnature sui fianchi; la seconda, utilizzata dal 1999 al 2007, vedeva invece un pallone argentato su un lungo supporto. Entrambe queste due versioni della coppa avevano il nome di Trofeo Alan Rothenberg, presidente della federcalcio americana dal 1990 al 1998. La terza versione della MLS Cup, in uso dal 2008, è una coppa con due manici angolati in cima, che prende il nome di Trofeo Philip Frederick Anschutz, cofondatore della lega e a lungo proprietario di diversi club. Il trofeo è alto poco più di 70 cm e pesa quasi 19 kg, ed è realizzato in argento.
Alla squadra con più punti al termine della stagione regolare viene assegnato il Supporters' Shield, uno scudo in argento e acciaio. Il premio venne ideato da alcuni tifosi per premiare la squadra vincitrice della regular season.
Al termine di ogni stagione vengono anche assegnati dei premi individuali. I più noti sono:
- MLS Best XI, la squadra composta dai migliori undici giocatori della lega, uno per ogni ruolo
- Miglior Giocatore (MVP), assegnato al miglior giocatore della stagione
- MLS Golden Boot, assegnato al capocannoniere della stagione regolare
- MLS Young Player of the Year, assegnato al miglior giovane esordiente

## Politiche salariali
Sin dalla propria nascita la MLS ha previsto l'esistenza di un tetto, detto salary cap, alle spese che un club può sostenere per pagare gli ingaggi dei propri giocatori. Tale tetto esiste sia sul compenso per il singolo giocatore, sia sul totale del monte ingaggi. Un club MLS può avere in rosa da 18 a 20 giocatori, che concorrono al raggiungimento del massimo budget salariale; può poi ingaggiare fino a un massimo di altri 10 calciatori, a condizione che rientrino nel programma giovanile della lega (quindi under 25) o che siano cresciuti nel club stesso. A partire dalla stagione 2007 si può parzialmente derogare al salary cap grazie alla regola del cosiddetto "giocatore designato": fino a tre giocatori per club concorrono solo parzialmente al raggiungimento del tetto, mentre la parte restante del loro ingaggio può essere liberamente concordato fra le parti senza alcun limite.
La combinazione di sistema a single entity e tetto salariale fu messo sotto accusa nel 1996 dal sindacato dei calciatori statunitensi, che intentò una causa antitrust contro la MLS. Il verdetto finale di tale processo, giunto nel 2002, stabilì che tale sistema non è un monopolio che impedisce il libero mercato nel settore, in quanto un calciatore statunitense può siglare un contratto con un club straniero o con uno di una lega calcistica americana inferiore, priva di tetto salariale.
La soglia massima del tetto salariale è cresciuta nel tempo. Nel 2006 era di circa 1,9 milioni di dollari, nel 2007 è aumentato a 2,1 milioni per arrivare nel 2008 a 2,3 milioni. Nel 2010 ci fu un accordo tra la MLS stessa e l'associazione dei giocatori (la MLS Players Union) e il tetto salariale fu aumentato a 2,55 milioni di dollari, con un aumento del 5% annuo fino alla scadenza dell'accordo alla fine della stagione 2014. Il salary cap ha continuato ad aumentare di pari passo alla crescita della lega stessa per arrivare nel 2022 soglia di 4,9 milioni di dollari. Nel 2025 il cap è fissato a 5,9 milioni di dollari con previsione di un nuovo graduale aumento per gli anni successivi, dove l'obiettivo della lega è arrivare nel 2027 alla soglia di 7 milioni di dollari.
| Anno | Salary Cap  |
| ---- | ----------- |
| 2010 | 2,550,000 $ |
| 2011 | 2,676,000 $ |
| 2012 | 2,808,750 $ |
| 2013 | 2,950,000 $ |
| 2014 | 3,100,000 $ |
| 2015 | 3,490,000 $ |
| 2016 | 3,660,000 $ |
| 2017 | 3,845,000 $ |
| 2018 | 4,035,000 $ |
| 2019 | 4,240,000 $ |
| 2020 | 4,900,000 $ |
| 2021 | 4,900,000 $ |
| 2022 | 4,900,000 $ |
| 2023 | 5,210,000 $ |
| 2024 | 5,470,000 $ |
| 2025 | 5,950,000 $ |

## Draft e Settori Giovanili
Come accade anche nelle altre leghe americane per sport di squadra, ogni anno prima dell'avvio della stagione le squadre della Major League Soccer possono selezionare i calciatori appena diplomati nel sistema dei college statunitense (come la NCAA o la NAIA). Tale selezione, detta draft, si svolge in diversi round in cui ogni squadra, a turno, sceglie un calciatore. L'ordine di scelta è stabilito a priori e deriva dalle posizioni delle squadre nel campionato precedente, in ordine inverso rispetto al piazzamento in classifica, ma i club possono accordarsi per scambiarsi i turni inserendo in tali trattative contropartite economiche o tecniche.
A oggi l'importanza del Draft è diminuita considerevolmente preferendo uno sviluppo giovanile più "europeo", basato sulla creazione di accademie calcistiche mirate di proprietà dei vari club.
Fino al 2014 veniva organizzato anche un campionato riserve, per permettere ai calciatori meno utilizzati di giocare. Dalla stagione 2013 quest'ultimo è stato gradualmente sostituito da un accordo siglato fra la MLS e la USL, la lega che organizza campionati di livello inferiore: un club MLS può scegliere di affiliarsi a un club delle serie minori con cui scambiare liberamente i propri giocatori per farli giocare con costanza, oppure iscrivere direttamente la propria squadra riserve al campionato. Il 21 giugno 2021 la lega ha annunciato per il 2022 la rinascita di un proprio campionato riserve, il quale richiederà di operare come terza divisione della piramide calcistica statunitense e nel quale potranno partecipare, oltre alle squadre B delle società di MLS, anche altri club indipendenti.
A marzo 2022 è ufficialmente partito il nuovo campionato riserve denominato MLS Next Pro, con ai nastri di partenza 21 squadre (20 sono formazioni riserve dei club MLS e 1 è un club indipendente). Nel 2025 27 club MLS (su 30) hanno la propria squadra riserve iscritta al campionato. Le affiliazioni quindi tra i club MLS e i club USL sono andate quindi gradualmente a sparire.
Nel 2007 fu fondata la US Soccer Development Academy (DA), una lega che organizzava il campionato giovanile di calcio che serviva a far crescere i giovani calciatori delle varie accademie. La lega comprendeva cinque fasce d'età: U-12, U-13, U-14, U-15/16 e U-17/18. 
Nel 2017 la lega si sarebbe dovuta espandere con la creazione di un settore femminile (comprendente 74 squadre) diviso in tre fasce d'età: U-14/15, U-16/17 e U-18/19.
La lega serviva anche come trampolino di lancio per arbitri e allenatori e forniva un collegamento diretto tra gli allenatori dei club delle leghe professionistiche con i giovani giocatori delle accademie. 
La lega chiuse i battenti nel 2020 a seguito della crisi finanziaria causata dalla pandemia di COVID-19.
A seguito di ciò sempre nel 2020 nasce una nuova lega giovanile, la MLS Next. Creata e gestita direttamente dalla MLS, insieme alla MLS Next Pro, completa un percorso mirato e integrato per i giocatori dalle giovanili fino alle prime squadre di MLS. La lega comprende 6 fasce d'età: U-13, U-14, U-15, U-16, U-17 e U-19.

## Rivalità
Nella MLS si compete per diversi trofei secondari, spesso contesi fra club storicamente rivali, il più delle volte per motivi geografici. Questi trofei, assegnati in base agli scontri diretti della regular season, sono considerati un'importante tradizione da tifosi e addetti ai lavori, e in alcuni casi sono stati istituiti ancora prima che le squadre coinvolte entrassero a far parte della MLS. Se nella maggior parte dei casi a essere in palio c'è una vera e propria coppa, in altri non vi è altro che la supremazia cittadina o regionale, mentre invece nel Texas Derby le due rivali competono per El Capitán, la replica di un cannone del diciottesimo secolo.
| Nome della rivalità    | Franchigie coinvolte |
| ---------------------- | -------------------- |
| Atlantic Cup           | D.C. United          |
| Atlantic Cup           | N.Y. Red Bulls       |
| Brimstone Cup          | Chicago Fire         |
| Brimstone Cup          | FC Dallas            |
| California Clásico     | LA Galaxy            |
| California Clásico     | S.J. Earthquakes     |
| Canadian Classique     | CF Montréal          |
| Canadian Classique     | Toronto FC           |
| Cascadia Cup           | Portland Timbers     |
| Cascadia Cup           | Seattle Sounders     |
| Cascadia Cup           | Vancouver Whitecaps  |
| Copa Tejas             | Austin FC            |
| Copa Tejas             | FC Dallas            |
| Copa Tejas             | Houston Dynamo       |
| El Tráfico             | LA Galaxy            |
| El Tráfico             | Los Angeles FC       |
| Hell Is Real Derby     | FC Cincinnati        |
| Hell Is Real Derby     | Columbus Crew        |
| Heritage Cup           | S.J. Earthquakes     |
| Heritage Cup           | Seattle Sounders     |
| Hudson River Derby     | New York City        |
| Hudson River Derby     | N.Y. Red Bulls       |
| Lamar Hunt Pioneer Cup | Columbus Crew        |
| Lamar Hunt Pioneer Cup | FC Dallas            |
| Rocky Mountain Cup     | Colorado Rapids      |
| Rocky Mountain Cup     | Real Salt Lake       |
| Texas Derby            | FC Dallas            |
| Texas Derby            | Houston Dynamo       |
| Trillium Cup           | Columbus Crew        |
| Trillium Cup           | Toronto FC           |

## Stadi

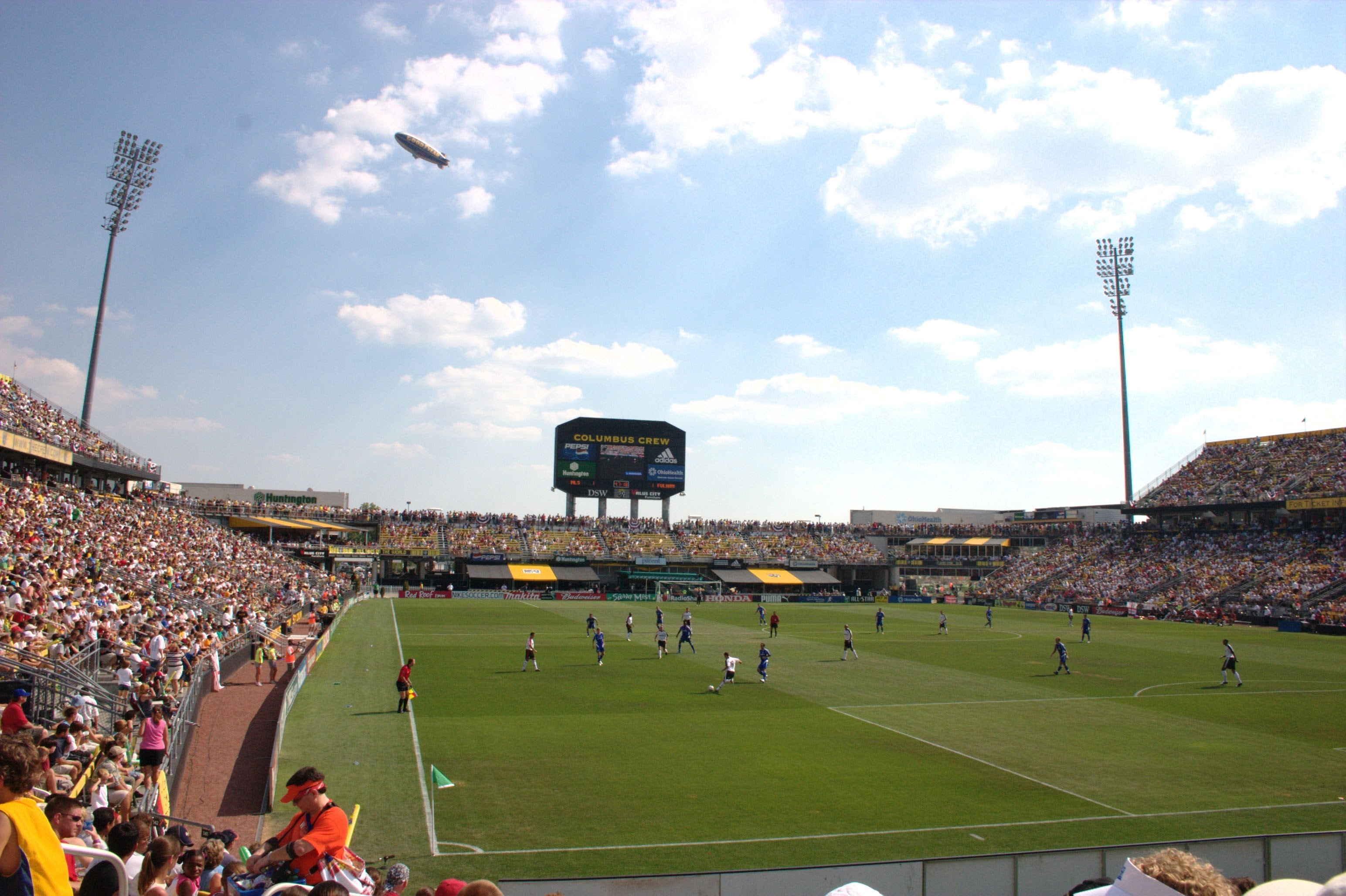
Il Columbus Crew Stadium, primo stadio specifico per il calcio degli Stati Uniti

Nei primi anni della lega le squadre giocavano le partite in stadi da football americano o da baseball riadattati per il calcio. Ciò non era molto gradito dagli appassionati di calcio presenti nel paese. Molte volte infatti la conformazione dei suddetti stadi non garantiva una buona visuale, andando quindi a penalizzare l'esperienza di gioco per il tifoso.
Nel 1999 avvenne però la svolta: fu inaugurato il primo stadio specifico per il calcio, il Columbus Crew Stadium. Questo evento fu accolto molto positivamente dai fan e la lega iniziò a curare la progettazione di stadi appositi per il calcio. Nel 2006, l'allora CEO di Anschutz Entertainment Group (AEG), Tim Leiweke, ha descritto la proliferazione di stadi specifici per il calcio come il punto di svolta per la MLS. Diverse squadre del campionato hanno visto raddoppiare gli abbonamenti in seguito al trasferimento in uno stadio specifico. Gli stadi specifici per il calcio sono considerati la vera chiave per lo sviluppo del campionato e della capacità delle squadre di fare profitti.
Nel 2008 con l'apertura del Rio Tinto Stadium, casa del Real Salt Lake, la maggior parte delle squadre MLS giocava in stadi specifici (8 su 14). La costruzione di impianti specifici continuò di anno in anno tant'è che successivamente divenne per i club un parametro essenziale per poter entrare al far parte dell'MLS. 
L'ultimo stadio specifico per il calcio inaugurato è il City Park nel 2023, casa del Saint Louis City SC.
Al 2024 la capienza media degli stadi MLS è di circa 25,500 posti.
Alcuni club negli anni recenti hanno iniziato ad acquistare le proprietà degli stadi o a costruirsene di nuovi. La lega incentiva i club a costruirsi uno stadio di proprietà in modo da massimizzare i profitti. Le squadre proprietarie dello stadio infatti non sono più tenute a pagare gli affitti e così acquisiscono il controllo completo sui flussi di entrate come concessioni, parcheggi, diritti di denominazione e la possibilità di ospitare eventi non MLS (es. concerti).
Al 2024 21 squadre su 29 giocano in stadi specifici per il calcio (il BMO Field del Toronto FC era nato come stadio specifico ma successivamente fu ristrutturato anche per ospitare partite di football canadese). Di questi 21 stadi 6 sono di proprietà dei club stessi (a questi si aggiungerà il nuovo stadio dell'Inter Miami).
Tre club hanno mostrato un forte interesse nel costruirsi uno stadio specifico: il New York City FC, dove il progetto è ancora in fase di studio, i New England Revolution, che vogliono avvicinarsi all'area metropolitana di Boston, e i Vancouver Whitecaps, il cui progetto però è stato abbandonato nel 2011.

## Albo d'oro

### Cronistoria
| Stagione | Campione (volta)     | Risultato     | Finalista          | Sede della finale                        | Spettatori | Supporters' Shield |
| -------- | -------------------- | ------------- | ------------------ | ---------------------------------------- | ---------- | ------------------ |
| 1996     | D.C. United          | 3-2 (dts)     | L.A. Galaxy        | Foxboro Stadium (Foxborough)             | 34,643     | Tampa Bay Mutiny   |
| 1997     | D.C. United (2)      | 2-1           | Colorado Rapids    | RFK Stadium (Washington)                 | 57,431     | D.C. United        |
| 1998     | Chicago Fire         | 2-0           | D.C. United        | Rose Bowl (Pasadena)                     | 51,350     | L.A. Galaxy        |
| 1999     | D.C. United (3)      | 2-0           | L.A. Galaxy        | Foxboro Stadium (Foxborough)             | 44,910     | D.C. United        |
| 2000     | K.C. Wizards         | 1-0           | Chicago Fire       | RFK Stadium (Washington)                 | 39,159     | K.C. Wizards       |
| 2001     | S.J. Earthquakes     | 2-1 (dts)     | L.A. Galaxy        | Columbus Crew Stadium (Columbus)         | 21,626     | Miami Fusion       |
| 2002     | L.A. Galaxy          | 1-0 (dts)     | N.E. Revolution    | Gillette Stadium (Foxborough)            | 61,316     | L.A. Galaxy        |
| 2003     | S.J. Earthquakes (2) | 4-2           | Chicago Fire       | The Home Depot Center (Carson)           | 27,000     | Chicago Fire       |
| 2004     | D.C. United (4)      | 3-2           | K.C. Wizards       | The Home Depot Center (Carson)           | 25,797     | Columbus Crew      |
| 2005     | L.A. Galaxy (2)      | 4-2 (dts)     | N.E. Revolution    | Pizza Hut Park (Frisco)                  | 21,193     | S.J. Earthquakes   |
| 2006     | Houston Dynamo       | 1-1 (4-3 dtr) | N.E. Revolution    | Pizza Hut Park (Frisco)                  | 22,427     | D.C. United        |
| 2007     | Houston Dynamo (2)   | 2-1           | N.E. Revolution    | RFK Stadium (Washington)                 | 39,859     | D.C. United        |
| 2008     | Columbus Crew        | 3-1           | N.Y. Red Bulls     | The Home Depot Center (Carson)           | 27,000     | Columbus Crew      |
| 2009     | Real Salt Lake       | 1-1 (5-4 dtr) | LA Galaxy          | Qwest Field (Seattle)                    | 46,011     | Columbus Crew      |
| 2010     | Colorado Rapids      | 2-1 (dts)     | FC Dallas          | BMO Field (Toronto)                      | 21,700     | LA Galaxy          |
| 2011     | LA Galaxy (3)        | 1-0           | Houston Dynamo     | The Home Depot Center (Carson)           | 30,281     | LA Galaxy          |
| 2012     | LA Galaxy (4)        | 3-1           | Houston Dynamo     | The Home Depot Center (Carson)           | 30,510     | S.J. Earthquakes   |
| 2013     | Sporting K.C. (2)    | 1-1 (7-6 dtr) | Real Salt Lake     | Livestrong Sporting Park (Kansas City)   | 21,650     | N.Y. Red Bulls     |
| 2014     | LA Galaxy (5)        | 2-1 (dts)     | N.E. Revolution    | StubHub Center (Carson)                  | 27,000     | Seattle Sounders   |
| 2015     | Portland Timbers     | 2-1           | Columbus Crew      | Mapfre Stadium (Columbus)                | 21,747     | N.Y. Red Bulls     |
| 2016     | Seattle Sounders     | 0-0 (5-4 dtr) | Toronto FC         | BMO Field (Toronto)                      | 36,045     | FC Dallas          |
| 2017     | Toronto FC           | 2-0           | Seattle Sounders   | BMO Field (Toronto)                      | 30,584     | Toronto FC         |
| 2018     | Atlanta United       | 2-0           | Portland Timbers   | Mercedes-Benz Stadium (Atlanta)          | 73,019     | N.Y. Red Bulls     |
| 2019     | Seattle Sounders (2) | 3-1           | Toronto FC         | CenturyLink Field (Seattle)              | 69,274     | Los Angeles FC     |
| 2020     | Columbus Crew (2)    | 3-0           | Seattle Sounders   | Mapfre Stadium (Columbus)                | 1,500      | Philadelphia Union |
| 2021     | New York City        | 1-1 (4-2 dtr) | Portland Timbers   | Providence Park (Portland)               | 25,218     | N.E. Revolution    |
| 2022     | Los Angeles FC       | 3-3 (3-0 dtr) | Philadelphia Union | Banc of California Stadium (Los Angeles) | 22,384     | Los Angeles FC     |
| 2023     | Columbus Crew (3)    | 2-1           | Los Angeles FC     | Lower.com Field (Columbus)               | 20,802     | FC Cincinnati      |
| 2024     | LA Galaxy (6)        | 2-1           | N.Y. Red Bulls     | Dignity Health Sports Park (Carson)      | 27,000     | Inter Miami        |

### Titoli per squadra
| Squadra          | Titoli | Anno                               |
| ---------------- | ------ | ---------------------------------- |
| LA Galaxy        | 6      | 2002, 2005, 2011, 2012, 2014, 2024 |
| D.C. United      | 4      | 1996, 1997, 1999, 2004             |
| Columbus Crew    | 3      | 2008, 2020, 2023                   |
| S.J. Earthquakes | 2      | 2001, 2003                         |
| Houston Dynamo   | 2      | 2006, 2007                         |
| Sporting K.C.    | 2      | 2000, 2013                         |
| Seattle Sounders | 2      | 2016, 2019                         |
| Chicago Fire     | 1      | 1998                               |
| Real Salt Lake   | 1      | 2009                               |
| Colorado Rapids  | 1      | 2010                               |
| Portland Timbers | 1      | 2015                               |
| Toronto FC       | 1      | 2017                               |
| Atlanta United   | 1      | 2018                               |
| New York City    | 1      | 2021                               |
| Los Angeles FC   | 1      | 2022                               |

### Supporters' Shield
In grassetto l'anno in cui la squadra ha vinto anche la MLS Cup.
| Squadra            | Titoli | Anno                   |
| ------------------ | ------ | ---------------------- |
| D.C. United        | 4      | 1997, 1999, 2006, 2007 |
| LA Galaxy          | 4      | 1998, 2002, 2010, 2011 |
| Columbus Crew      | 3      | 2004, 2008, 2009       |
| N.Y. Red Bulls     | 3      | 2013, 2015, 2018       |
| S.J. Earthquakes   | 2      | 2005, 2012             |
| Los Angeles FC     | 2      | 2019, 2022             |
| Tampa Bay Mutiny   | 1      | 1996                   |
| Sporting K.C.      | 1      | 2000                   |
| Miami Fusion       | 1      | 2001                   |
| Chicago Fire       | 1      | 2003                   |
| Seattle Sounders   | 1      | 2014                   |
| FC Dallas          | 1      | 2016                   |
| Toronto FC         | 1      | 2017                   |
| Philadelphia Union | 1      | 2020                   |
| N.E. Revolution    | 1      | 2021                   |
| FC Cincinnati      | 1      | 2023                   |
| Inter Miami        | 1      | 2024                   |

## Statistiche
In grassetto i giocatori che attualmente giocano nella lega.
I numeri si riferiscono solo alle prestazioni eseguite nella Regular Season.

### Marcatori
Giocatori con almeno 100 reti nella Regular Season
| Pos. | Giocatore               | Gol | Presenze | Media a partita | Periodo                   | Squadre |
| ---- | ----------------------- | --- | -------- | --------------- | ------------------------- | --- |
| 1    | Chris Wondolowski       | 169 | 410      | 0.41            | 2005-2021                 | S.J. Earthquakes Houston Dynamo |
| 2    | Landon Donovan          | 146 | 340      | 0.43            | 2001-2014 2016            | S.J. Earthquakes LA Galaxy |
| 3    | Kei Kamara              | 146 | 442      | 0.33            | 2006-2013 2015-2020 2022- | Columbus Crew S.J. Earthquakes Houston Dynamo Sporting K.C. N.E. Revolution Vancouver Whitecaps Colorado Rapids Minnesota Utd CF Montréal Chicago Fire Los Angeles FC |
| 4    | Jeff Cunningham         | 134 | 365      | 0.37            | 1998-2011                 | Columbus Crew Colorado Rapids Real Salt Lake Toronto FC FC Dallas |
| 5    | Jaime Moreno            | 133 | 340      | 0.39            | 1996-2010                 | D.C. United N.Y. Red Bulls |
| 6    | Josef Martínez          | 116 | 184      | 0.63            | 2017-                     | Atlanta United Inter Miami CF Montréal |
| 7    | Bradley Wright-Phillips | 114 | 231      | 0.49            | 2013-2021                 | N.Y. Red Bulls Columbus Crew Los Angeles FC |
| =    | Ante Razov              | 114 | 262      | 0.44            | 1996-2000 2001-2009       | LA Galaxy Chicago Fire Columbus Crew N.Y. Red Bulls Chivas USA |
| 9    | Jason Kreis             | 108 | 305      | 0.35            | 1996-2007                 | FC Dallas Real Salt Lake |
| 10   | Dwayne De Rosario       | 104 | 342      | 0.30            | 2001-2014                 | S.J. Earthquakes Houston Dynamo Toronto FC N.Y. Red Bulls D.C. United                                                                                                 |
| 11   | Gyasi Zardes            | 103 | 325      | 0.31            | 2013-                     | LA Galaxy Columbus Crew Colorado Rapids Austin FC |
| 12   | Taylor Twellman         | 101 | 174      | 0.58            | 2002-2010                 | N.E. Revolution |
| 13   | Edson Buddle            | 100 | 304      | 0.33            | 2001-2015                 | Columbus Crew N.Y. Red Bulls LA Galaxy Colorado Rapids |

#### Maggior numero di reti in una singola stagione
- 34 -  Carlos Vela (2019 -  Los Angeles FC)

#### Maggior numero di reti in una singola partita
- 5 -  Clint Mathis (2000 -  MetroStars)

### Assist
| Pos. | Giocatore         | Assist | Presenze | Media a partita | Periodo              | Squadre                                                                |
| ---- | ----------------- | ------ | -------- | --------------- | -------------------- | ---------------------------------------------------------------------- |
| 1    | Landon Donovan    | 110    | 340      | 0.32            | 2001-2014 2016       | S.J. Earthquakes LA Galaxy                                             |
| 2    | Brad Davis        | 103    | 392      | 0.26            | 2002-2016            | N.Y. Red Bulls FC Dallas S.J. Earthquakes Houston Dynamo Sporting K.C. |
| 3    | Steve Ralston     | 93     | 378      | 0.25            | 1996-2010            | Tampa Bay Mutiny N.E. Revolution                                       |
| 4    | Preki             | 75     | 242      | 0.31            | 1996-2005            | Sporting K.C. Miami Fusion                                             |
| 5    | Jaime Moreno      | 70     | 340      | 0.21            | 1996-2010            | D.C. United N.Y. Red Bulls                                             |
| 6    | Carlos Valderrama | 69     | 175      | 0.39            | 1996-2002            | Tampa Bay Mutiny Miami Fusion Colorado Rapids                          |
| 7    | Marco Etcheverry  | 69     | 191      | 0.36            | 1996-2003            | D.C. United                                                            |
| 8    | Diego Valeri      | 67     | 259      | 0.26            | 2013-2021            | Portland Timbers                                                       |
| 9    | Sacha Kljestan    | 67     | 329      | 0.20            | 2006-2010 2015- 2022 | Chivas USA N.Y. Red Bulls Orlando City LA Galaxy                       |
| 10   | Cobi Jones        | 65     | 306      | 0.21            | 1996-2007            | LA Galaxy                                                              |

#### Maggior numero di assist in una singola stagione
- 26 -  Carlos Valderrama (2000 -  Tampa Bay Mutiny)

#### Maggior numero di assist in una singola partita
- 5 -  Lionel Messi (2024 -  Inter Miami)

### Presenze
| Pos. | Giocatore         | Presenze | Periodo                   | Squadre |
| ---- | ----------------- | -------- | ------------------------- | --- |
| 1    | Nick Rimando      | 514      | 2000-2019                 | Miami Fusion D.C. United Real Salt Lake |
| 2    | Kyle Beckerman    | 496      | 2000-2020                 | Miami Fusion Colorado Rapids Real Salt Lake |
| 3    | Dax McCarty       | 488      | 2006- 2024                | FC Dallas D.C. United N.Y. Red Bulls Chicago Fire Nashville Atlanta United                                                                                            |
| 4    | Kei Kamara        | 442      | 2006-2013 2015-2020 2022- | Columbus Crew S.J. Earthquakes Houston Dynamo Sporting K.C. N.E. Revolution Vancouver Whitecaps Colorado Rapids Minnesota Utd CF Montréal Chicago Fire Los Angeles FC |
| 5    | Jeff Larentowicz  | 434      | 2005-2020                 | N.E. Revolution Colorado Rapids Chicago Fire LA Galaxy Atlanta United                                                                                                 |
| 6    | Kevin Hartman     | 416      | 1997-2013                 | LA Galaxy Sporting K.C. FC Dallas |
| 7    | Darlington Nagbe  | 412      | 2011-                     | Portland Timbers Atlanta United Columbus Crew |
| 8    | Chris Wondolowski | 410      | 2005-2021                 | S.J. Earthquakes Houston Dynamo |
| 9    | Chad Marshall     | 409      | 2004-2019                 | Columbus Crew Seattle Sounders |
| 10   | Drew Moor         | 409      | 2005- 2022                | FC Dallas Toronto FC Colorado Rapids |

### Videografia
- Federico Ferri e Federico Buffa, Storie Mondiali: Maledetti rigori (1994), Sky Sport, 2014.